# شامپاین شوروی
شامپانسکویه شوروی (روسی: Советское шампанское، ت.ت. 'شامپاین شوروی') یک برند عمومی شراب گازدار است که در اتحاد جماهیر شوروی و کشورهای جانشین آن تولید می‌شود. این محصول برای سال‌های زیادی به عنوان یک ابتکار دولتی ساخته می‌شد. معمولاً این شراب از ترکیب انگورهای آلیگوتِه و شاردونه تهیه می‌شود.
پس از فروپاشی اتحاد شوروی، شرکت‌های خصوصی در بلاروس، روسیه، قرقیزستان، مولداوی و اوکراین حقوق استفاده از نام «شامپاین شوروی» را به عنوان نام تجاری خریداری کردند و دوباره تولید را آغاز نمودند. «شامپاین شوروی» هنوز هم توسط این شرکت‌های خصوصی با استفاده از همان عنوان عمومی قدیمی به عنوان نام تجاری تولید می‌شود.

## تاریخچه

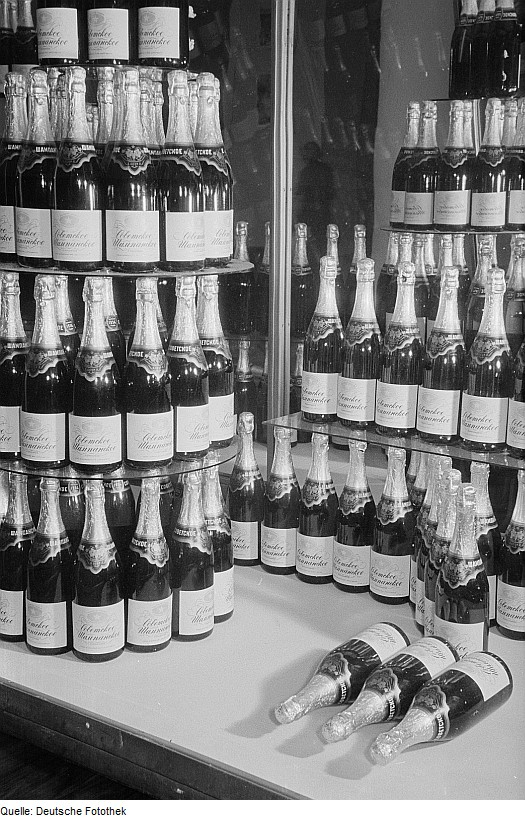
شامپانسکویه شوروی

امپراتور روسیه پاول یکم برای نخستین بار تاکستان‌های کریمه و استادان فرانسوی شامپاین‌سازی را گرد هم آورد، اما این یک اشراف‌زاده روس، شاهزاده گولیتسین بود که نخستین شراب گازدار روسی را که از نظر اقتصادی موفق بود، در آبراو-دیورسو واقع در آبراو-دیورسو بنیان گذاشت. موفقیت گولیتسین به حدی بود که در سال ۱۹۰۰ در نمایشگاه جهانی پاریس، شامپاین نووی سویت همه شرکت‌کنندگان فرانسوی را شکست داد و جایزه بین‌المللی «گراند پری دو شامپاین» را به دست آورد.
وقتی که انقلاب روسیه بلشویکها را در اکتبر ۱۹۱۷ به قدرت رساند، صنعت برند (در اینجا منظور شراب‌سازی ممتاز و با برند مشخص) تقریباً نابود شد. اما با توسعه اتحاد شوروی در اوایل دهه ۱۹۲۰، دولت از شراب‌سازان روس خواست که دستورالعملی برای یک «شامپاین مردمی» تهیه کنند که ارزان، سریع‌تولید و در دسترس طبقات کارگر باشد. برند جدید، با نام «شامپانسکویه شوروی» در سال ۱۹۲۸ توسط یک تیم سوونارخوز ایجاد شد. «پدر» این فناوری جدید آنتون فرولوف-باگرِیِف (ru) بود، کارمند سابق شاهزاده گولیتسین در آبراو-دیورسو. در جریان جنگ داخلی روسیه، فرولوف-باگرییف به دلیل امتناع از تحویل تمام ذخیره شراب کارخانه به یک گروه پرولتری تقریباً کشته شد. او تنها به لطف کارگران کارخانه که او را پشت بشکه‌های شراب پنهان کردند و مقامات شوروی را خبر کردند، جان سالم به در برد. او بعدها بورسیه‌های دولتی متعدد، مدارک دانشگاهی و جایزه دولتی اتحاد شوروی را برای کار خود در شراب‌سازی شوروی دریافت کرد. فناوری تولید در سال ۱۹۵۳ توسط پروفسور گئورگی آقابالیانس بهبود یافته و مقرون‌به‌صرفه‌تر شد و او برای این دستاورد جایزه لنین دریافت کرد.

## وضعیت حقوقی
در لتونی، دیوان عالی حکم کرده است که لاتویاس بالزامس، یک تولیدکننده محلی شامپانسکویه شوروی، حق انحصاری استفاده از این علامت تجاری را در لتونی دارد. در سایر جمهوری‌های سابق شوروی، استفاده از این برند محدود نیست. چندین تولیدکننده از این نام استفاده می‌کنند، از جمله تولیدکنندگان شراب از ایتالیا و اسپانیا.
طبق قانون اتحادیه اروپا و همچنین معاهداتی که اکثر کشورها پذیرفته‌اند، شراب‌های گازدار تولیدشده خارج از ناحیه شراب شامپاین، حتی شراب تولیدشده در بخش‌های دیگر فرانسه، حق استفاده از واژه «شامپاین» را ندارند. مجارستان (که در گذشته تحت مجوز شوروی شامپانسکویه شوروی تولید می‌کرد) امروزه این نوشیدنی را تحت نام شامپانسکویه ایگریستویه تولید می‌کند، نامی که برخی تولیدکنندگان شوروی نیز استفاده می‌کردند.
برندهای دیگر شامل «اُدِساگن» است که از کارخانه‌های شراب‌سازی اودسا که توسط فرانسوی‌ها برای تأمین نیاز اشراف روس ساخته شده بود وارد می‌شود، و «اسپارکلینگ ۱۹۱۷» که یک شراب گازدار نوع بروت تولید بلاروس با شراب مولداوی است که به بریتانیا وارد و برای ذائقه بریتانیایی تغییر نام داده می‌شود.
در ژانویه ۲۰۱۶، تولیدکننده اوکراینی اعلام کرد که برای رعایت قانون رفع نمادهای کمونیستی در اوکراین، نام این برند را به سوِتوسکویه شامپانسکویه تغییر داده است.